# Vicus Pacati
Vicus Pacati (łac. Diocesis Pacatensis) – stolica historycznej diecezji we Cesarstwie rzymskim w prowincji Numidia zlikwidowana w VII w. podczas ekspansji islamskiej, współcześnie w północnej Algierii. Obecnie katolickie biskupstwo tytularne. 

## Biskupi tytularni
| Lp. | Biskup                        | Funkcja                                                | Od                | Do                   |
| --- | ----------------------------- | ------------------------------------------------------ | ----------------- | -------------------- |
| 1   | Tomás Balduino                | koadiutor] Santíssima Conceição do Araguaia (Brazylia) | 15 sierpnia 1967  | 10 listopada 1967    |
| 2   | Johannes Joachim Degenhardt   | biskup pomocniczy Paderborn (Niemcy)                   | 12 marca 1968     | 4 kwietnia 1974      |
| 3   | Adolfo Hernández Hurtado      | biskup pomocniczy Guadalajara (Meksyk)                 | 12 grudnia 1974   | 15 października 2004 |
| 4   | Paul Hwang Chul-soo           | biskup pomocniczy Pusan (Korea Południowa)             | 17 stycznia 2006  | 21 listopada 2007    |
| 5   | Ariel Edgardo Torrado Mosconi | biskup pomocniczy Santiago del Estero (Argentyna)      | 22 listopada 2008 | 12 maja 2015         |
| 6   | Alain Faubert                 | biskup pomocniczy Montrealu (Kanada)                   | 19 kwietnia 2016  | 12 września 2024     |